# Ernest Lami de Nozan
Pour les articles homonymes, voir Lami.
Claude Ernest Lami de Nozan est un administrateur, peintre, miniaturiste et peintre-verrier français né dans l'ancien 4e arrondissement de Paris le 26 thermidor an III (13 août 1795,) et mort dans la même ville le 4 juin 1881,,.

## Biographie
Ernest Lami de Nozan est libraire-éditeur de livres d'art à Paris en 1828, breveté le 5 juin 1827, en remplacement de Henri-Jules Jeannin, démissionnaire.
Grâce à l'appui du duc de Nemours, il a été nommé directeur des lignes télégraphiques aériennes. Il est directeur-suppléant à Paris en 1833, directeur par intérim à Semur-en-Auxois, puis à Marseille, directeur provisoire à Narbonne en 1834. Il est nommé directeur à Toulouse le 1er mars 1835 où il reste jusqu'en juillet 1853, quand il est remplacé par Pierre-Félix d'Esparbès de Lussan (1804-1871). Il est séquestré en 1848. Il occupe alors son temps libre comme peintre puis peintre-verrier. Relevé de ses fonctions à Toulouse pour une raison inconnue, il est nommé à Caen. Il quitte Caen en 1859 pour devenir gérant à Paris de la Compagnie du Télégraphe électrique de la Méditerranée créée sous le nom The Mediterranan Electric Telegraph en 1853 avec un capital social de 7 500 000 francs, société en commandite sous la raison John W. Brett et compagnie. Il est mis à la retraite en 1863 après avoir liquidé la compagnie à la suite de la prise de contrôle du projet par le gouvernement en 1861. Le 3 octobre 1865, il fait déposer une demande de brevet d'invention pour des Improvements in the construction of submarine telegraph cables.
Il expose au Salon entre 1833 et 1877 et obtient une médaille de 3e classe en 1833,.
Ernest Lami de Nozan peint aussi des miniatures sur vélin, des manuscrits, des canons d'autel dans le goût du Moyen Âge. Il est aussi peintre sur porcelaine d'après Emmanuel Bénézit. Il ouvre un atelier de fabrication de vitraux à Toulouse. En 1839, il intervient sur les vitraux de la cathédrale Saint-Étienne de Toulouse en réalisant les vitraux représentant saint Pierre et saint Paul dans la chapelle des fonts baptismaux. Deux ans plus tard, il y restaure un vitrail du XVe siècle.
Les Mémoires de la Société archéologique du Midi de la France pour les années 1847 à 1852 mentionnent qu'il est directeur du télégraphe optique Chappe de 1835 à 1853 et peintre-verrier, membre du bureau de la Société archéologique du Midi de la France. Il est encore cité dans le tome VII des Mémoires comme directeur des télégraphes et membre correspondant. Il est le directeur de la Société archéologique du Midi de la France en 1852 et donne le compte-rendu des travaux de la société pour cette année. Dans l'article qu'il publie en 1852 dans les Mémoires, il critique le vitrail de la Passion réalisé pour l'église Saint-Germain-l'Auxerrois de Paris, lui reprochant d'avoir été réalisé dans le style du XIIe siècle pour une église du XVe siècle et d'être un « anachronisme et un vandalisme parlant ».
L'Illustration du 25 mai 1844 publie un article sur un vitrail qu'il a réalisé avec Auguste Galimard pour l'église Saint-Germain-l'Auxerrois de Paris.
Il a réalisé en 1846 huit vitraux pour le chœur de l'église Saint-Laurent de Paris d'après des cartons d'Auguste Galimard, cités dans L'Illustration, en 1847. Trois de ces verrières sont encore conservées.
En 1847 est lancé un concours pour la restauration des vitraux de la Sainte-Chapelle du Palais. Lami de Nozan fait partie des onze peintres-verriers qui ont été choisis, Henri Gérente étant classé premier. Après sa mort, en 1849, il est remplacé par Antoine Lusson assisté du cartonnier Auguste Steinheil,.
À partir de 1850, il a dessiné des cartons de vitraux archéologiques pour la cathédrale de Toulouse et des vitraux pour les églises des Hautes-Pyrénées, à Bagnères-de-Luchon et Saint-Jory.
Il a réalisé les cartons des verrières de l'église Notre-Dame-de-l'Assomption de Bagnères-de-Luchon en 1850, d'après Emmanuel Bénézit, et Robert Gavelle a noté sur un des vitraux « Ern. de Nozan - Toulouse 1850 » qui est un vestige d'un vitrail consacré au Couronnement de la Vierge.
En 1851, il présente à la Commission des monuments historiques un projet de vitraux pour la basilique Saint-Sernin qui n'est pas accepté.
En 1855, il est présent à l'exposition artistique de l'Institut des provinces à Caen avec l’atelier parisien d’Oudinot-Harpignies, Eugène Hucher et l’atelier du Carmel du Mans.
Avec Paul Nicod, Prosper Lafaye et Eugène Oudinot, il a été embauché par l'architecte Victor Baltard pour réaliser les vitraux de l'église Saint-Leu-Saint-Gilles de Paris. Ces vitraux représentent dix figures d'anges, réalisés en 1859. Ils ont été détruits en 1871.
Une partie des vitraux qu'il a réalisés ont disparu à la suite de défauts de technique de réalisation.
Il a été le premier restaurateur des vitraux d'Arnaud de Moles conservés dans l'église Saint-Laurent de Fleurance.
Louis-Victor Gesta est son élève.

## Famille
Ernest Lami de Nozan épouse vers 1822 Marie Constance Blondelle (1798-1859) et a eu deux enfants, dont un, Eugène Arthur Lami de Nozan (Paris, 1825-Dijon, 1906), est devenu inspecteur du télégraphe électrique à Vesoul.
Son frère Louis Eugène Lami (1800-1890) est un peintre reconnu du Second Empire, proche de la famille royale.

## Publications
- « De la peinture sur verre. Que doit-elle être au XIXe siècle ? », Mémoires de la Société archéologique du Midi de la France, tome VI, années 1847 à 1852, pp. 325-354 (lire en ligne).
- De la peinture sur verre, Paris, Imprimerie Mourgues, 1863.